# Matteo Ceirano
 (janvier 2014).
Matteo Ceirano (né en 1870 à Coni en Italie et mort le 1941 à Turin) est l'un des pionniers de l'industrie automobile italienne.

## Biographie
Matteo Ceirano est membre d'une fratrie de trois garçons, qui à juste titre peuvent être considérés comme les pionniers de l'industrie automobile italienne. Il est notamment le frère de Giovanni Battista Ceirano, fondateur de la firme turinoise Ceirano qui fabriqua la Welleyes.
Il fonde en 1904 la société Ceirano Matteo & Cie Vetture Marca Itala et crée le modèle Itala 24 HP avec laquelle il participe à la course automobile Suse-Mont-Cenis qu'il remporte dans sa catégorie. Après une série d'autres succès, Matteo cherche à accroître le capital de son entreprise et fonde, avec des actionnaires génois et Alberto Ballocco (futur directeur technique), Itala Fabricca Automobili S.A. .
En 1905, il quitte Itala pour fonder en 1906 la Società Piemontese Automobili avec le spécialiste de la production à la chaîne : Michele Ansaldi.
Jusqu'en 1918, Matteo conçoit l'ensemble des modèles comportant une transmission par arbre ou cardan dont la 28-40 HP et la 60-70 HP. Il est poursuivi en justice par ses anciens partenaires d'Itala pour concurrence déloyale. La société SPA connait quelques difficultés financières jusqu'à la fusion avec la Fabbrica Ligure Automobili Genova (FLAG) qui fabriquait, entre autres, des camions.
En 1918, Matteo Ceirano décide de quitter SPA.